# Kiểm soát biên giới

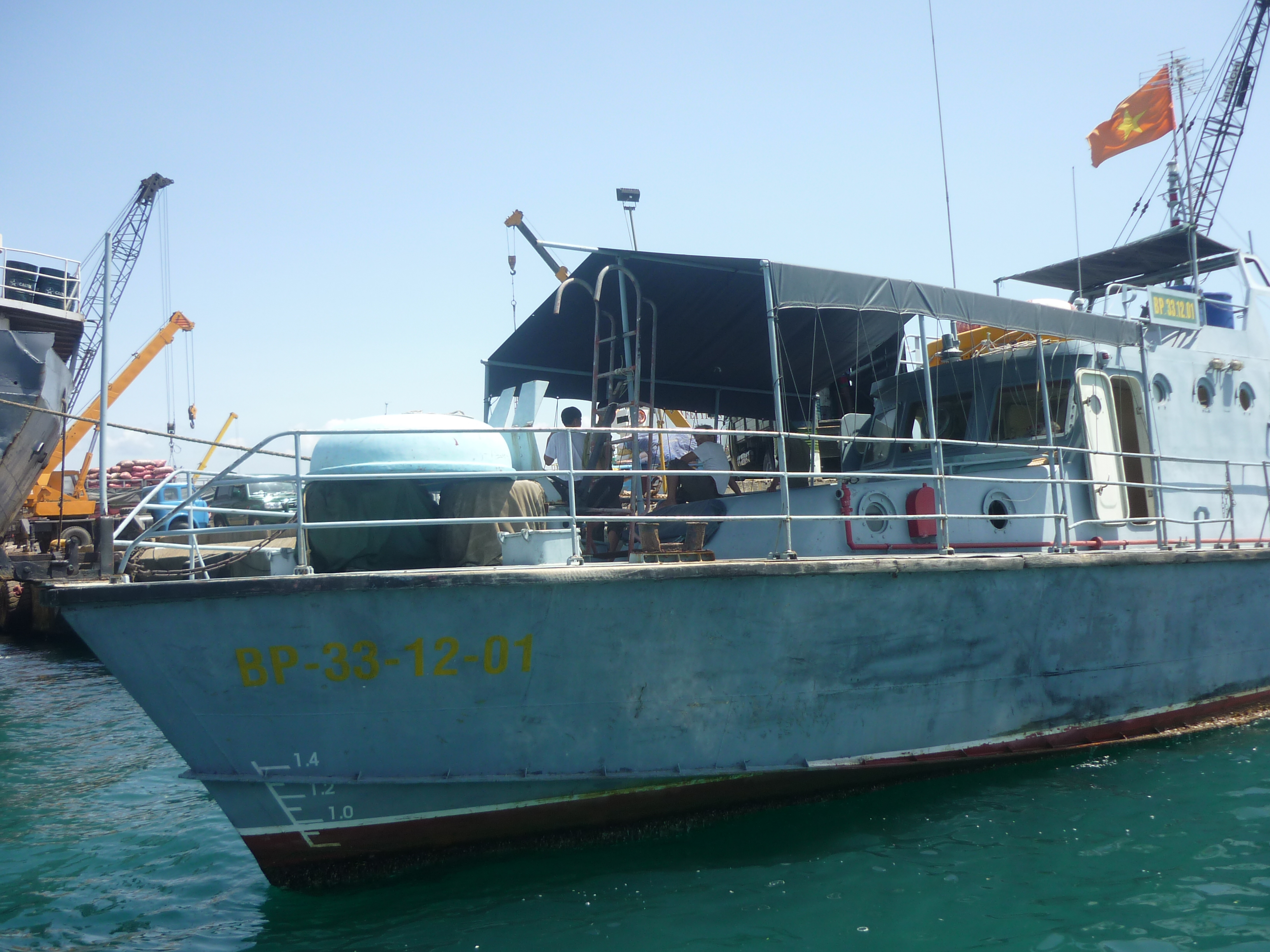
Tàu tuần tra của Bộ đội Biên phòng Việt Nam tỉnh Khánh Hòa tháng 8/2009

Kiểm soát biên giới là các phương pháp một quốc gia hoặc một khối quốc gia giám sát biên giới của mình để quản lí sự di chuyển của con người, động vật và hàng hóa.
Lực lượng biên phòng là lực lượng vũ trang của quốc gia, chuyên giữ nhiệm vụ quản lý, bảo vệ chủ quyền, toàn vẹn lãnh thổ, an ninh, trật tự biên giới quốc gia (trên đất liền, hải đảo, vùng biển, cửa khẩu). Biên phòng là một lực lượng vũ trang có chức năng hỗn hợp, vừa làm công tác phòng thủ của quân đội, vừa làm công tác an ninh và công tác quản lý hành chính ở vùng biên giới. Ở nhiều quốc gia, lực lượng Biên phòng chịu sự quản lý của Bộ Nội vụ, hoặc Hội đồng An ninh Quốc phòng.
Ở Việt Nam, lực lượng Biên phòng được thành lập năm 1959 với tên gọi đầu tiên là Công an vũ trang, trực thuộc sự quản lý của Bộ Công an. Tư lệnh đầu tiên là Thiếu tướng Phan Trọng Tuệ. Sau năm 1976, đổi tên thành Bộ đội Biên phòng và chuyển sang chịu sự quản lý của Bộ Quốc phòng. Trong Quân đội Nhân dân Việt Nam, Bộ đội Biên phòng được tổ chức như là một Quân chủng độc lập, có môi trường tác chiến hỗn hợp. Ngoài ra, Bộ đội Biên phòng còn làm công tác quản lý hành chính ở các khu vực biên giới, hỗ trợ công tác quản lý Xuất nhập cảnh, hải quan ở các cửa khẩu, cảng biển.